# Orkdal
Orkdal é uma comuna da Noruega, com 593 km² de área e 10 448 habitantes (censo de 2004).         